# Carlos Gonzaga
Carlos Gonzaga, nome artístico de José Gonzaga Ferreira (Paraisópolis, 10 de fevereiro de 1924 – Velletri, 25 de agosto de 2023), foi um cantor brasileiro que fez sucesso nacional com a versão da música "Diana" (gravação original de Paul Anka) no ano de 1958.
Fizeram sucesso também as suas gravações das versões das músicas "Oh! Carol", "Bat Masterson" e "Cavaleiros do Céu".
Residiu na cidade de Santo André, no Estado de São Paulo, desde a década de 1980.

## Biografia
Nasceu no dia 10 de fevereiro de 1924 na cidade de Paraisópolis, no sul de Minas Gerais, onde residiu com seus familiares durante toda a infância e adolescência.
De origem simples, começou cedo a trabalhar em sua cidade. Destaca-se a atividade que mais gostava de fazer, que era carregar as malas dos viajantes que chegavam à cidade, da estação de trem até o hotel central.
No início da fase adulta buscou melhores oportunidades de trabalho em cidades maiores do Vale do Paraíba, como Itajubá, Campos do Jordão e São José dos Campos.
No final da década de 1940, decide por ir viver na região central da cidade de São Paulo. Estabelece-se sem muitos recursos na região do Cambuci onde conseguiu uma oportunidade de trabalho em uma empresa fabricante de cadeiras para salões e barbearias.
Apesar de ter feitos algumas apresentações musicais amadoras em sua infância e adolescência em sua cidade natal, foi na cidade de São Paulo que participou pela primeira vez de um programa de calouros.
Incentivado por colegas e conhecidos que ficavam impressionados com sua afinação vocal, continuou a participar de programas de calouros tendo ganho por diversas vezes o primeiro lugar dos concursos. Suas vitórias começam a chamar a atenção e nessa época consegue ser contratado como cantor fixo da Rádio Tupi de São Paulo.
Carlos Gonzaga foi ancião das Testemunhas de Jeová, conforme ele mesmo relatou em entrevistas. Essa fase de sua vida marcou seu lado pessoal e espiritual.
Faleceu aos 99 anos no dia 25 de agosto de 2023, em um hospital em Velletri, no Lácio, na Itália. A causa da morte não foi divulgada.

## Discografia
- Quisera Te Dizer (1958 - RCA Victor - 10", Album)
- Meu Coração Canta (1959 - RCA Victor - LP)
- Carlos Gonzaga - Diana (1959 - RCA Victor - LP)
- The Best Seller (1960 - RCA Victor - LP)
- Carlos Gonzaga Canta (1961 - RCA Victor - 10", LP)
- Carlos Gonzaga Canta vr. Digital (2002 - RCA, BMG, Brasil - CD, Album, RE, RM)
- És Tudo Para Mim (1961 - RCA Victor - LP)
- O Cantor "Hit Parade" (1962 - RCA Victor - LP)
- Para a Juventude (1963 - RCA Victor - LP)
- Hully Gully (1964 - Phillps - LP)
- Os Grandes Sucessos de Carlos Gonzaga (1967 - RCA Camden - LP)
- Rapaz Solitário (1968 - RCA Victor - LP)
- Eu Só Canto Sucessos (1970 - RCA Camden - LP)
- Os Grandes Sucessos de Carlos Gonzaga vol. II (1972 - RCA Camden - LP)
- Nelson Gonçalves, Alda Perdigão, Carlos Gonzaga, Núbia Lafayette ‎– Brasil Canta (1974 - RCA Victor - LP)
- Os Sucessos de Paul Anka e Neil Sedaka com Carlos Gonzaga (1975 - RCA Camden - LP)
- Sempre Sucesso (1977 - RCA Camden - LP)
- Sucessos de Carlos Gonzaga (1984- Arara - LP)
- Meu Eterno Querer (1985- Polydisc - LP)
- Sempre Sucesso (1989 - Polydisc - LP)
- Série Popular Brasileira (1993 - RCA - LP, CD)
- 20 Supersucessos (1997 - Phillps - CD)
- Grandes Sucessosː Carlos Gonzaga (2000 - Phillps - CD)
- Grandes Sucessos (2005 - RCA, Sony BMG Music Entertainment - CD)